# Тарногора (Люблінське воєводство)
Тарногора, або Тарноґура (пол. Tarnogóra) — село в Польщі, у гміні Ізбиця Красноставського повіту Люблінського воєводства. Населення — 901 особа (2011).

## Історія
1543 року вперше згадується православна церква в селі.
У 1975-1998 роках село належало до Замойського воєводства.

## Населення
Демографічна структура станом на 31 березня 2011 року:
|          | Загалом | Допрацездатний вік | Працездатний вік | Постпрацездатний вік |
| -------- | ------- | ------------------ | ---------------- | -------------------- |
| Чоловіки | 444     | 103                | 283              | 58                   |
| Жінки    | 457     | 72                 | 222              | 163                  |
| Разом    | 901     | 175                | 505              | 221                  |